# Ray Houghton
Raymond James "Ray" Houghton (Glasgow, 9 januari 1962) is een voormalig Ierse voetballer en momenteel analist en commentator bij RTÉ Sport. Houghton, een middenvelder geboren in Schotland, speelde internationaal voetbal voor de Republiek Ierland. Hiervoor kwam hij in aanmerking door zijn Ierse vader.
Houghton wordt vooral herinnerd door Ierse fans voor het scoren van twee van de belangrijkste doelpunten in de geschiedenis van het nationale team, wat resulteerde in 1-0 overwinningen op Engeland in Stuttgart op het EK 1988 en op Italië in het Giants Stadium op het WK 1994. Op clubniveau wordt Houghton het best herinnerd voor zijn succes aan de zijde van Liverpool aan het eind van de jaren tachtig.

## Club carrière

### Vroege carrière
Houghton werd geboren in Castlemilk, Glasgow, maar begon zijn professionele loopbaan in Londen bij West Ham United, waar hij op 5 juli 1979 door de selecties kwam en een prof contract tekende op 17-jarige leeftijd. Houghton slaagde er niet in om indruk te maken en na 3 jaar, waar hij slechts eenmaal in het veld kwam als vervanger, verliet hij de club. Op 7 juli 1982 vertrok hij met een free transfer naar Fulham.

### Fulham
Malcolm Macdonald had Tony Gale (later een Premier League winnaar met Blackburn Rovers), Paul Parker (die verschillende belangrijke trofeeën won met Manchester United), Gerry Peyton (keeper van het Ierse nationale team) en Ray Lewington (ex-Chelsea speler) om een mix van jeugd en ervaring te vormen die uiteindelijk aan het einde van het seizoen 1981-82 promotie naar de Tweede Divisie opleverde. Hij voegde vervolgens Houghton toe aan de selectie om lijfsbehoud in de Tweede Divisie te bewerkstelligen. Dit lukte en zo comfortabel dat een groot deel van het seizoen leek alsof Fulham direct weer zou promoveren, echter in de tweede helft van het seizoen daalde de vorm. Een van de meest memorabele reeksen gedurende Houghtons verblijf bij Fulham was de derde ronde in de FA Cup tegen Liverpool in 1983. De eerste wedstrijd eindigde gelijk, evenals de return wedstrijd. Fulham won de toss voor de derde wedstrijd en creëerde vele kansen die ze niet wisten te verzilveren. Liverpool won de wedstrijd uiteindelijk door een goal van Graeme Souness.

### Oxford United
Jim Smith had Oxford United naar het hoogste niveau van Engelse voetbal gebracht. Toen hij vertrok naar Queens Park Rangers in 1985 keek zijn vervanger, Maurice Evans, naar Houghton om hun plaats in competitie te helpen verstevigen. Hij betaalde slechts 147.000 pond voor de handtekening van Houghton op 13 september 1985. Houghton speelde 145 keer voor Fulham waarin hij 21 keer scoorde. Hij maakte zijn debuut voor Oxford United de dag na zijn handtekening in een 2-2 gelijkspel tegen Liverpool.
Tegen het einde van zijn eerste seizoen had Houghton ertoe bijgedragen om degradatie te ontlopen (wat pas in de laatste wedstrijd van het seizoen werd bewerkstelligd), maar viel vooral op door zijn doelpunt in de 3-0 League Cup finale overwinning tegen QPR op Wembley.

### Liverpool
Aan het begin van seizoen 1987-88 werd Oxford met 2-0 verslagen door Liverpool, die vervolgens 825.000 pond aanbood voor Houghtons diensten. De deal werd gemaakt en Houghton kwam te spelen op de positie van Craig Johnston die aan het einde van het seizoen stopte met voetballen. Hij kreeg rugnummer 9 dat een jaar eerder door John Aldridge (die eveneens van Oxford was gekomen) was geweigerd om de druk te ontlopen die Ian Rush achterliet.
Houghton werd toegevoegd aan de nieuwe aanwinsten Aldridge, Peter Beardsley en John Barnes om een van de meeste opwindende aanval linies in de geschiedenis van de club te vormen. Hij debuteerde op 24 oktober 1987 in de 1-0 overwinning op Luton Town op Kenilworth Road. Zijn eerste doelpunt voor de club kwam op 4 november 1987 in de 1-1 gelijkspel met Wimbledon. Hij maakte zijn doelpunt nadat hij slechts twee minuten in het veld stond als vervanger voor Johnston.
Houghton speelde een aantal fantastische wedstrijden dat seizoen en scoorde zijn deel van de doelpunten. Hij droeg tevens bij aan de gedenkwaardige 5-0 overwinning op Nottingham Forest die later werd omschreven als de uitvoering van de eeuw en werd gecomplimenteerd door grote spelers als Tom Finney.
Hij droeg tevens zijn steentje bij in de FA Cup, door te scoren in een fel betwiste vijfde ronde gelijkspel tegen aarts-rivaal Everton en scoorde tevens in de kwartfinale waarbij ze met 4-0 langs Manchester City stoomden. In de finale verloren ze verrassend van Wimbledon en misten hierdoor de dubbel.
Het volgend seizoen was Houghton wederom een basisspeler, want Liverpool ging weer voor de dubbel, die ze echter weer niet wisten te behalen.
Belangrijker zaken dan voetbal waren van invloed op Houghton en zijn teamgenoten toen op 15 april 1989 de ramp in Hillsborough plaatsvond. Liverpool won dat seizoen de FA Cup door met 3-2 in de extra tijd te winnen van Everton, maar verloor de titel op de allerlaatste dag van Arsenal.
Het jaar erop herwonnen Houghton en Liverpool de titel toen ze 9 punten voorsprong hadden op Aston Villa, hoewel Houghton in het seizoen 1989-90 slechts 19 van de 38 wedstrijden speelde en 1 maal scoorde.
Hij speelde 32 keer in het seizoen 1990-91 en scoorde 7 doelpunten. De Reds begonnen het seizoen in uitstekende vorm met hun beste seizoensstart ooit (waaronder een 4-0 overwinning op hun rivalen Manchester United en bleven de ranglijst aanvoeren totdat Arsenal ze inhaalde in januari.
De Reds waren nog steeds in de race voor zowel de landstitel als de FA Cup toen manager Kenny Dalglish de voetbalwereld verblufte door zijn ontslag aan te kondigen op 22 februari 1991. Graeme Souness nam de rol van manager over in april maar de landstitel werd gegrepen door Arsenal en de FA cup door Everton wat ervoor zorgde dat 1990-91 een seizoen zonder prijzen werd - een zeldzaamheid op Anfield sinds de eerste helft van de jaren 70.
Houghton pakte in 1992 weer een FA Cup winnaarsmedaille met Liverpool en had een van zijn beste seizoenen met 12 goals. De nieuwe manager Souness echter nam zijn eigen spelers mee en Houghton kon vertrekken, gedeeltelijk omdat er ook een jonge nieuwe speler was opgestaan in de gedaante van Steve McManaman.

### Aston Villa
Na 202 optredens en 38 doelpunten in 5 succesvolle jaren bij Liverpool vertrok Houghton voor 900.000 pond naar Aston Villa. Hij maakte zijn debuut op 15 augustus 1992 in de 1-1 gelijkspel met Ipswich Town op Portman Road, Villa's eerste wedstrijd in de nieuwe FA Premier League.
Hij won opnieuw de fans voor zich met zijn robuuste stijl en hielp Villa bij het winnen van de League Cup op 27 maart 1994, hoewel hij niet in het veld zou komen in de met 3–1 gewonnen finale tegen Manchester United.
Dit zou de enige trofee zijn die hij tijdens zijn verblijf bij Villa zou winnen. Hij kwam in de buurt in zijn eerste seizoen maar Villa zou uiteindelijk tweede worden achter kampioen Manchester United met een 10 punten margin. Houghton speelde in totaal 117 keer voor Villa en scoorde 11 doelpunten

### Crystal Palace
Op 23 maart 1995 verliet Houghton Villa Park om over te stappen naar Crystal Palace. Palace betaalde 300.000 pond voor de Ierse international in de hoop dat zijn ervaring Palace zou helpen degradatie te ontlopen, echter aan het eind van het seizoen degradeerde Palace naar Division One.
Houghton speelde een van zijn beste wedstrijden op 28 september 1996 in de 6-1 overwinning op Southend United. Hij bracht iets meer dan twee jaar door in Palace, speelde 87 keer en scoorde 8 doelpunten.

### Reading
Houghton tekende bij Reading met een free transfer op 15 juli 1997. Hij maakte zijn debuut op 9 augustus in een 1-1 gelijkspel met Bury op Gigg Lane. Hij bracht een seizoen door in Elm Park en een ander in het nieuwe stadion van Reading Madejski Stadium, dat hem 56 wedstrijden zag spelen waarin hij slechts 1 keer scoorde tegen Manchester City.
Reading zou Houghtons laatste professionele club worden. Hij heeft in totaal over zijn carrière 723 wedstrijden gespeeld waarin hij 93 doelpunten scoorde.

### Stevenage Borough
Houghton eindige zijn voetballeven bij Stevenage in the National Conference. Hij echter maar 3 keer in actie komen en sloot op 31 mei 2000 definitief zijn carrière af.

## Internationale carrière
Houghtons vader was geboren in Buncrana in de Ierse county Donegal, en dat maakte Houghton speelgerechtigd voor het Iers voetbalelftal. Hij verdiende zijn eerste cap in de eerste wedstrijd van Jack Charlton als manager, een 1-0 nederlaag tegen Wales in een vriendschappelijke interland op Lansdowne Road op 26 maart 1986.
In de zomer van 1988 werd Houghton geselecteerd voor de Ierse ploeg die zijn allereerste grote finale had bereikt, de Europese kampioenschappen in West-Duitsland. De eerste groepswedstrijd op 12 juni was tegen Engeland waaronder Gary Lineker, Bryan Robson en zijn clubgenoten Peter Beardsley en John Barnes. Houghton scoorde met een kopbal en won met Ierland 1-0 van Engeland.
Ierland slaagde er niet in om de groepsfase te doorstaan na een gelijkspeld tegen de Sovjet-Unie en een nederlaag tegen de uiteindelijke kampioen Nederland.
Houghton werd wederom geselecteerd voor het WK 1990 in Italië en kwam wederom in de poule terecht met Engeland en Nederland. De wedstrijd tegen Engeland (met onder andere Paul Gascoigne, Chris Waddle en wederom Lineker, Robson, Beardsley en Barnes) eindigde in een 1-1 gelijkspel. Na eveneens gelijk te spelen tegen Egypte (0-0) en Nederland (1-1) en eindigden met gelijke punten met Nederland. Beide teams kwalificeerden zich voor de tweede ronde samen met groepswinnaar Engeland.
Op 25 juni stond Ierland tegenover Roemenië. Na een moeizaam 0-0 gelijkspel ging het duel over in penalty's waarin Houghton de tweede penalty nam en scoorde. Ierland won de penalty reeks met 5-4 en kwalificeerde zich voor de kwartfinales. In de kwartfinale werd Ierland verslagen door gastland Italië met 1-0.
Houghton werd geselecteerd voor het WK 1994 in de Verenigde Staten waar het in de groepsfase wraak nam op Italië door met 1-0 door een doelpunt van Houghton. In de tweede ronde werd Ierland uitgeschakeld door Nederland.
Hij speelde zijn laatste wedstrijd als wisselspeler in de 1998 FIFA wereldbeker play-off match tegen België die werd verloren 2-1 waarin Houghton zijn laatste internationale doelpunt scoorde. Hij speelde 73 keer voor Ierland waarin hij 6 keer scoorde.

## Mediacarrière
Houghton is tegenwoordig een veelgevraagd expert op het gebied van voetbal, zoals bij RTÉ in Ierland, en talkSPORT, Sky Sports, Sportsxchange in het Verenigd Koninkrijk en LFC TV. Sinds 2002 werkt hij ook voor Sports Interactive als consultant voor PC en Xbox 360 games Football Manager.
In 2005 ontving hij een eredoctoraat van de universiteit van Huddersfield voor zijn diensten aan sport.